# Museu de História da Medicina do Rio Grande do Sul

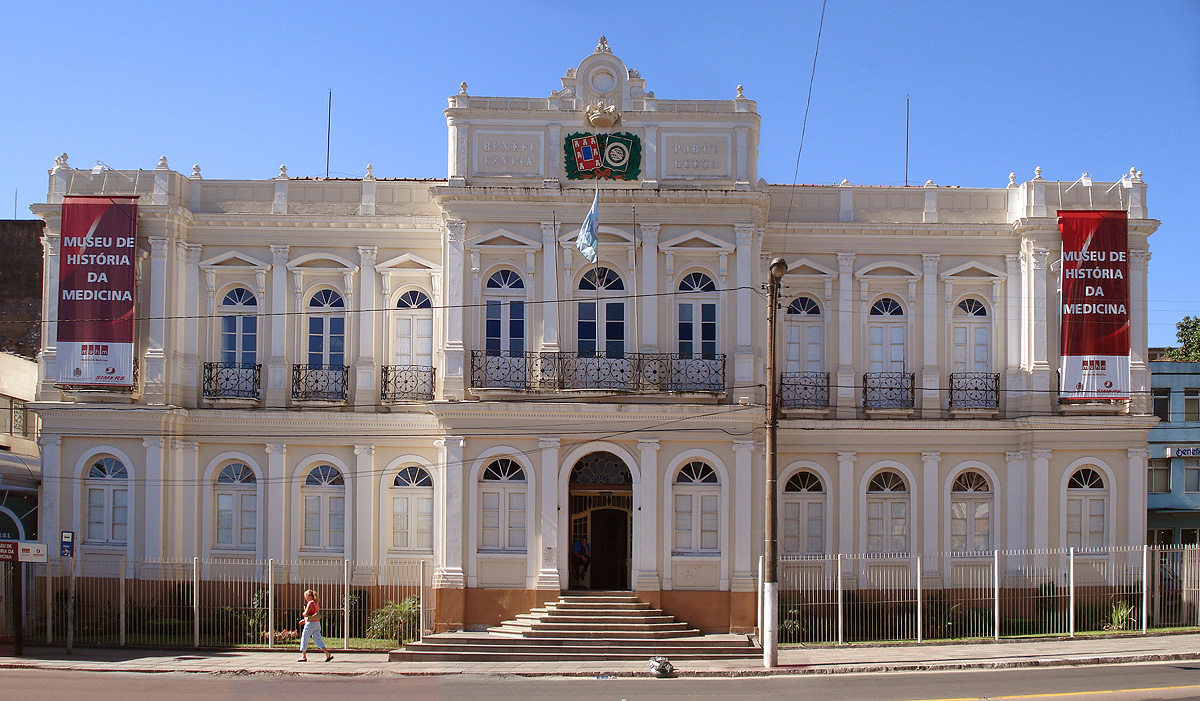
O prédio histórico da Beneficência Portuguesa, hoje sede do MUHM

O Museu de História da Medicina do Rio Grande do Sul (MUHM) é um museu histórico da cidade brasileira de Porto Alegre, dedicado à preservação de um acervo de documentos, apetrechos médicos e outros objetos relacionados à prática, estudo e evolução das artes médicas no estado do Rio Grande do Sul.

## Histórico
O museu nasceu a partir de uma iniciativa do Sindicato Médico do Rio Grande do Sul (SIMERS), que se preocupava com a preservação da história da medicina do estado. Entre 2004 e 2005 foi elaborado um projeto com este objetivo, intitulado Memória Médica, voltado para a sensibilização da classe médica sobre as questões da memória e patrimônio, sendo criado o Acervo Histórico SIMERS, que começou uma pesquisa e a reunião de um acervo.
O museu foi criado em 2006, sendo instalado em um prédio alugado na Avenida Ipiranga. Ainda não era aberto ao público e funcionava mais como uma Reserva Técnica, mas já dispunha de um acervo considerável, e com ele foi realizada a exposição A formação da Medicina no Rio Grande do Sul, montada no Memorial do Rio Grande do Sul, que depois itinerou pelo interior do estado.
A fundação oficial só ocorreu em 19 de março de 2007. Pouco depois foi estabelecida uma parceria com a Beneficência Portuguesa de Porto Alegre, que cedeu em regime de comodato sua sede histórica na Avenida Independência para receber o museu. Uma Reserva Técnica foi criada em um prédio separado na Avenida Bento Gonçalves. Para melhor conservação do acervo, foi assinado um convênio com a Universidade do Vale do Rio dos Sinos e o Arquivo Histórico do Rio Grande do Sul, permitindo a recuperação de documentação antiga e peças da coleção. A primeira diretoria foi liderada pela historiadora Juliane Serres.
A instituição abriu suas portas para o público em 18 de outubro de 2007, com a mostra Olhares Sobre a História da Medicina, já sendo programada para março de 2008 uma mostra voltada para homenagear a história das mulheres ligadas à saúde, com coleta de depoimentos e fotografias de médicas, parteiras e benzedeiras de diversas localidades do estado, contando com o apoio do Comitê Permanente de Coordenação das Ações Relativas às Comunidades Quilombolas do Rio Grande do Sul e da Secretaria de Estado da Justiça e do Desenvolvimento Social.
Em 2008 foram inaugurados o Setor Educativo, para desenvolvimento de ações didáticas junto ao público, incluindo visitas monitoradas, o espaço multiuso Sala Rita Lobato, possibilitando a montagem de eventos e mostras de curta duração, e uma biblioteca de pesquisa, que já contava com um acervo de cerca de mil volumes. Para comemorar o primeiro aniversário em 17 de outubro, foi programada a mostra de longa duração Desafios: A Medicina e a Luta pela Vida, enfocando a evolução das artes médicas ao longo da história, dividida em seis áreas temáticas: o conhecimento médico, os costumes, o diagnóstico, as especialidades, as causas das doenças e os tratamentos. Em 2017, nas comemorações dos dez anos de atividades, foi lançado um livro sobre o museu.

## Atividades

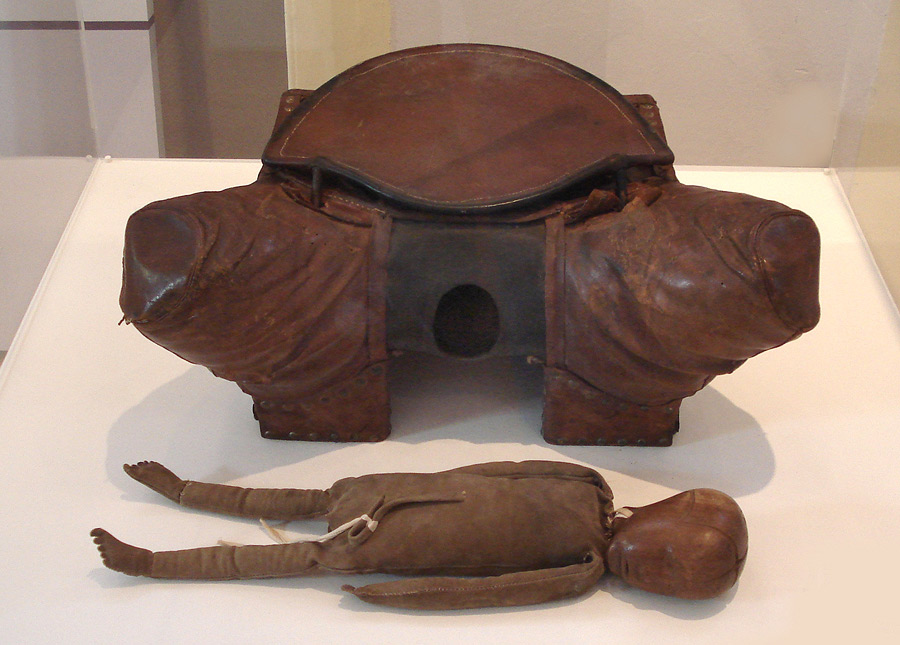
Modelo de pélvis usada no início do século XX pelo médico Gabriel Schlatter para ensino dos procedimentos necessários na hora do parto

O MUHM é cadastrado no Cadastro Nacional de Museus do Instituto Brasileiro de Museus sob o número 9.12.30.4662, e em 2010 colaborou para a criação da Rede Nacional de Museus de História da Medicina, organizada pela Federação Nacional dos Médicos.
O museu tem como objetivo a promoção do interesse pela história da medicina e da saúde como uma ferramenta de compreensão da realidade, desenvolvimento da sociedade e fomento do pensamento crítico, através da preservação, pesquisa e divulgação do patrimônio cultural médico, realizando exposições, palestras, eventos diversos e ações educativas, lançando publicações, oferecendo subsídios para pesquisadores e colaborando para a formação de recursos humanos. Uma Associação de Amigos foi criada para dar amparo às suas atividades. É um dos poucos museus de medicina do Brasil que mantêm uma política de aquisição sistemática de acervo.
As visitas monitoradas organizadas pelo Setor Educativo, além de oferecem uma visão didática sobre as exposições para o público leigo, incluindo escolares, abrem a oportunidade de se conhecer por dentro as atividades do museu, como o trabalho de organização, recuperação, preservação e pesquisa do acervo, o processo de aquisição e catalogação de itens, a sistemática da programação e montagem das exposições, e dão informação voltada para a conscientização patrimonial. Segundo a historiadora e professora Sherol dos Santos, "as ações propostas e executadas pelo Setor Educativo do MUHM levam em consideração a função do museu enquanto agente social, instituição que preserva e educa. [...] O MUHM busca salientar a importância da instituição museu na formação intelectual do indivíduo, de maneira que possibilite a este estabelecer correlações entre temas diversos e adquira capacidade crítica e reflexiva".
Até 2020 foram realizadas 22 exposições, algumas de longa duração. Podem ser destacadas Desafios: A Medicina e a Luta pela Vida (2008-2016), 30 anos de Aids no RS: a Medicina vencendo a batalha (2013), Os Segredos da Anatomia: Um Olhar Atento Sobre a Base da Vida Humana (2015-2016), e Gripe Espanhola: a marcha da epidemia (2018). Em 2020 iniciou um projeto de digitalização da documentação histórica do acervo.

## Acervo
Sua coleção se divide nas seguintes seções:

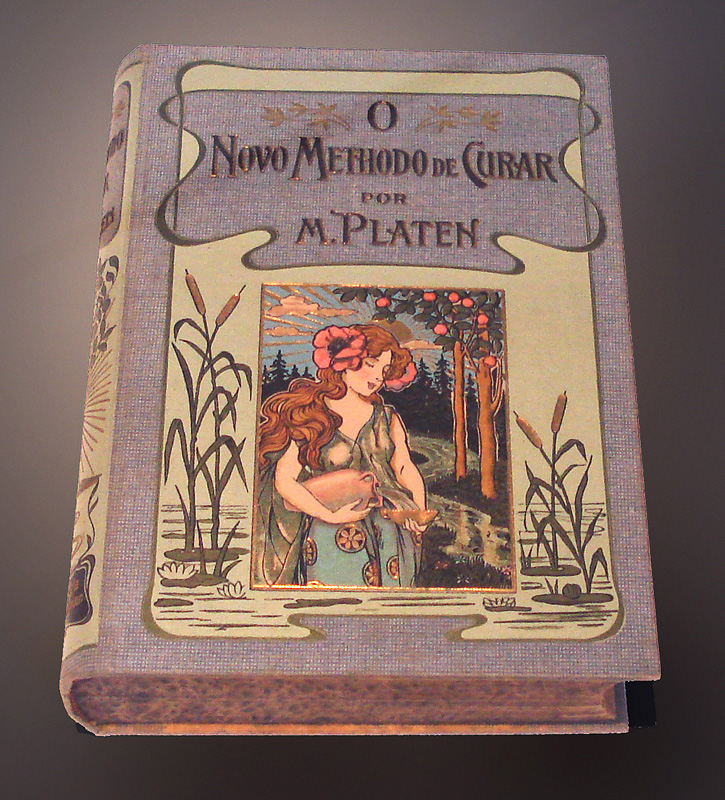
Livro O Novo Methodo de Curar, de M. Platen

- Museológica, em 2020 contava com 4 mil itens catalogados,[3] incluindo instrumentos médicos, frascos de medicamentos, mobiliário, objetos pessoais de antigos profissionais da saúde, objetos usados no ensino da Medicina, esqueletos e outros, ilustrando o processo de constituição de disciplinas médicas no estado.[2]

- Arquivística, formada por dois grupos documentais: o primeiro é constituído de 150 Fundos Pessoais Privados de médicos, práticos e memorialistas, que, de alguma forma, estão envolvidos com a história da Medicina gaúcha,[3] preservando em 2016 1.500 fotografias e 15.000 documentos. O segundo, Fundos Institucionais, são representados pelo Arquivo Permanente do SIMERS, arquivos da Beneficência Portuguesa, da Associação Médica de Alegrete e da Associação dos Médicos do Hospital Conceição.[2]

- Bibliográfica, com cerca de 9 mil volumes em 2020, incluindo 525 obras raras. São livros técnicos, teóricos e didáticos, teses de graduação, catálogos, periódicos, receituários e ensaios.[3][2]

Ainda existem como seções especiais uma Fototeca e uma Audioteca, esta com uma série de depoimentos gravados em vídeo de importantes personalidades da área médica brasileira.